# Kaibab Trail Suspension Bridge

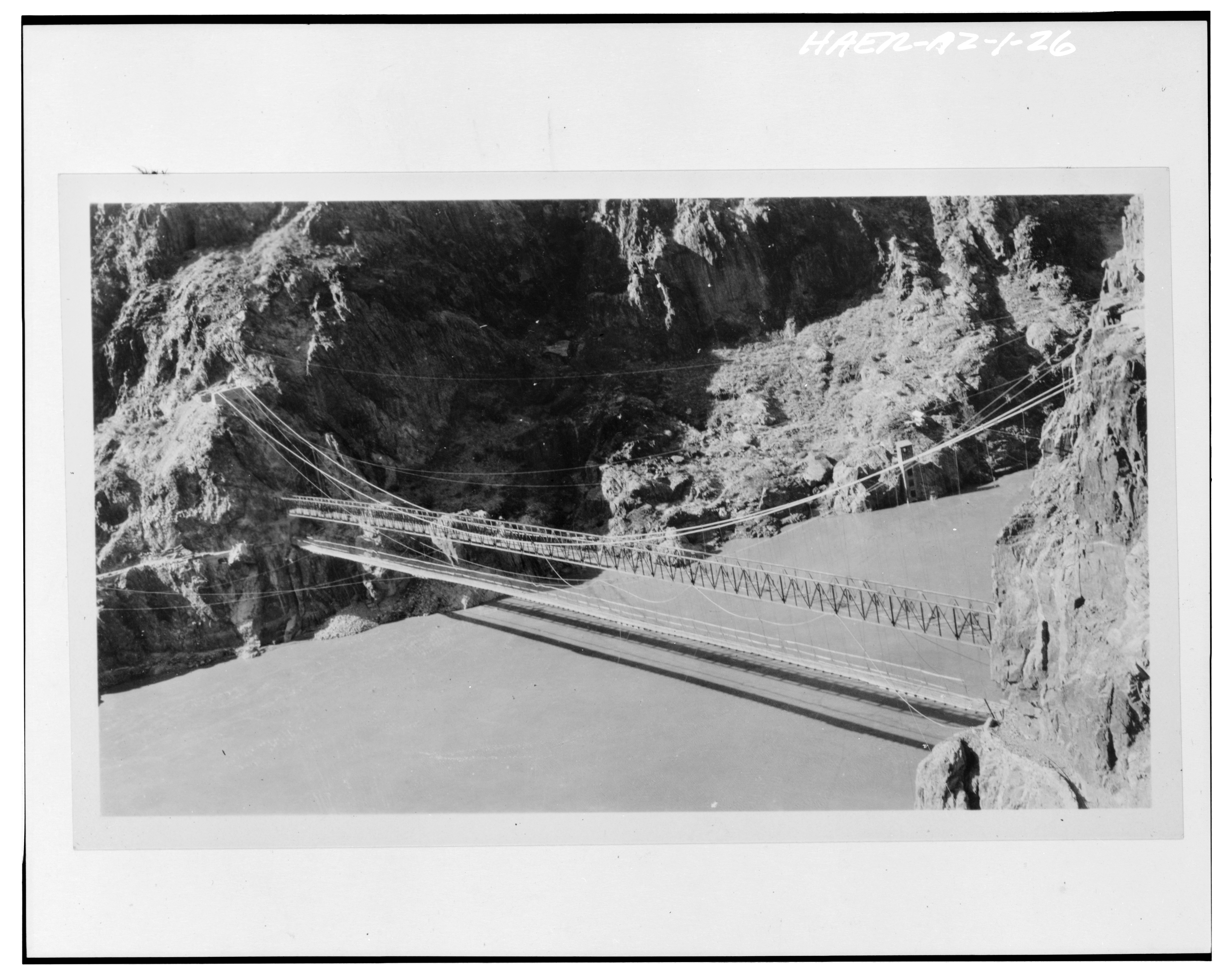
Black Bridge nära färdigställande 1928, med 1920 års bro under

Kaibab Trail Suspension Bridge, också kallad Black Bridge, går över Coloradofloden i Grand Canyon National Park. Den ligger där Bright Angel Creek mynnar i Coloradofloden och nära Phantom Ranch. Brospannet är 134 meter långt och brobanan 1,5 meter bred. Bron ingår i Kaibab Trail och är den flodövergång som används av de mulåsnor som går till och från Phantom Ranch. Kaibab Trail Bridge och den 700 meter nedströms liggande Bright Angel Trail Bridge från 1960-talet är de enda flodövergångarna över Coloradofloden på en sträcka av 550 kilometer.
Före 1907 var enda sättet att ta sig över Coloradofloden med båt, vilket var riskabelt och ledde till många dödsfall. David Rust på Phantom Ranch beslöt att bygga en privat kabelbana. Den hade en 1,8 x 3 meter stor stålkorg, som var tillräckligt stor för att rymma en mulåsna. Denna kabelbana var besvärlig att hantera. Den togs ur bruk 1917, när kabelvagnen skadades av floden vid en översvämning. Den andra flodövergången i ordningen var en hängbro som saknade styvhet och som byggdes 1920. Den visade sig vara alltför svajig för att på ett säkert sätt bära ett ökande antal vandrare. Den skadades svårt i en storm 1923.
Den nuvarande bron konstruerades av Ward Webber och byggdes 1928. Allt material, sammanlagt 122 ton, fraktades ned i ravinen på mulåsnor och med bärare. 44 Havasupaiindianer bar i en lång rad de fyra, 168 meter långa och 1,16 ton tunga bärkablarna nedför den 11,3 kilometer långa vandringsleden, med omkring 1,5 kilometers nivåsänkning.
Bron blev 2019 ett byggnadsminne (National Historic Engineering Landmark).

## Bildgalleri

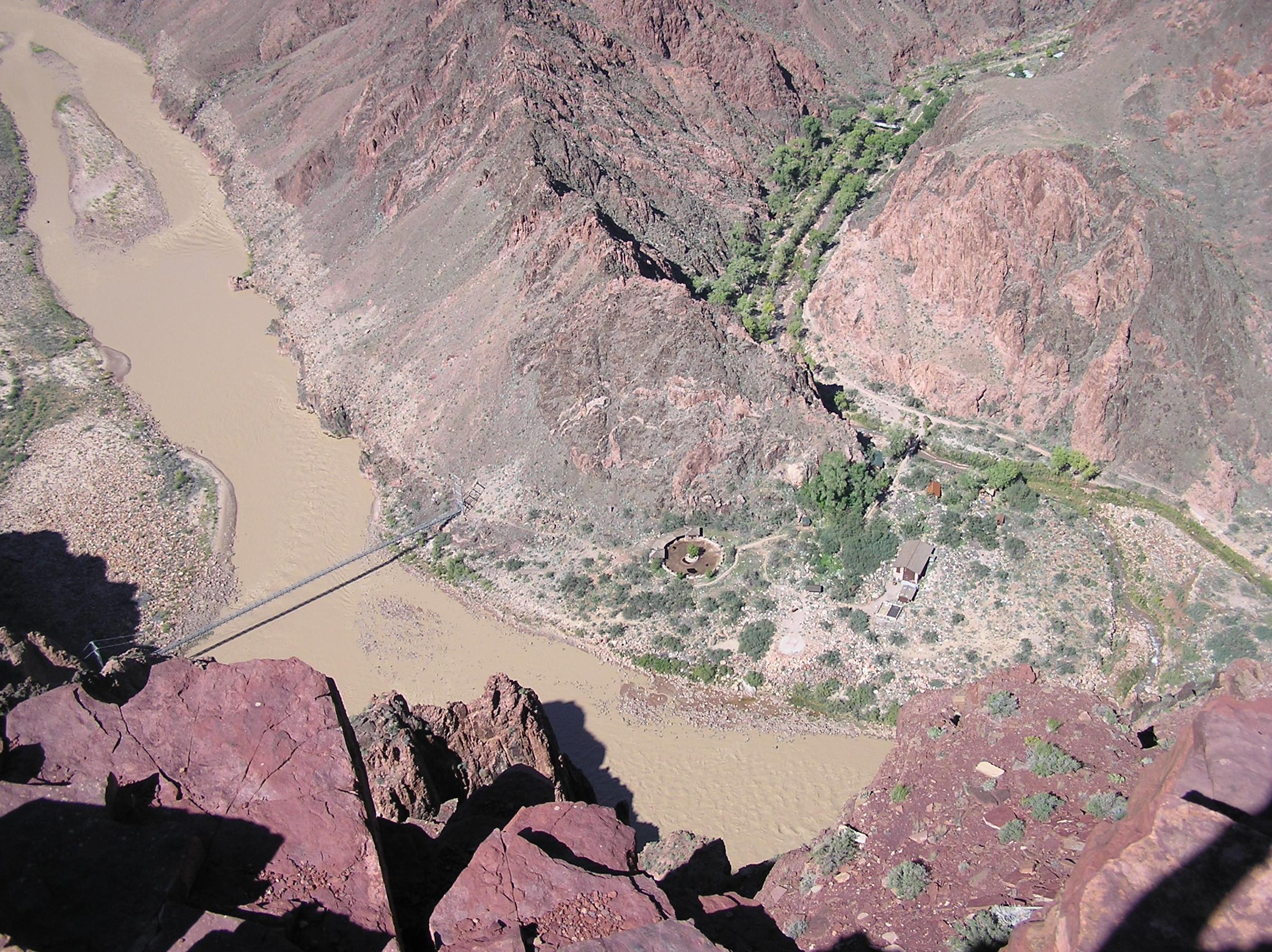
Kaibab Trail Suspension Bridge och Phantom Ranch sedda från South Kaibab Trail
Mulåsnekaravan vid nederdelen av South Kaibab Trail med byggmaterial för bron, 1928